# مرکز ملی فضایی

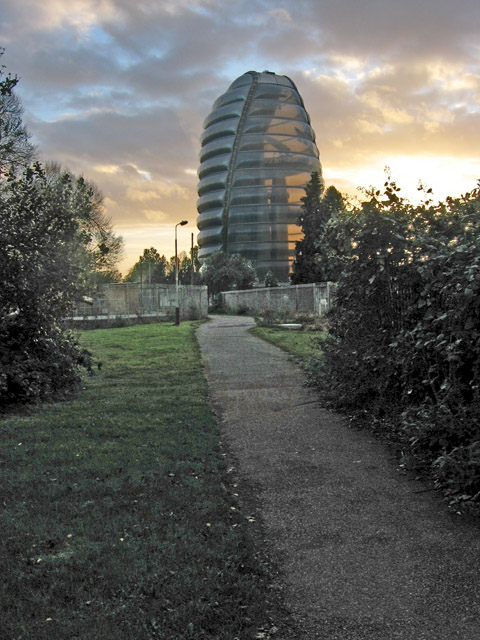
مرکز ملی فضایی انگلستان

مرکز ملی فضایی یک موزه و منبع آموزشی است که زمینه‌های علوم فضایی و نجوم را به همراه یک برنامه تحقیقاتی فضایی با مشارکت دانشگاه لستر پوشش می‌دهد. این شهر در ضلع شمالی شهر در بلگریو، لستر، انگلستان، در کنار رود سوار واقع شده‌است. بسیاری از نمایشگاه‌ها، از جمله موشک‌های رو به بالا، در برجی حداقل با پایه‌های فولادی و روکش نیمه‌شفاف از بالش‌های ای‌تی‌اف‌ای قرار دارند که به یکی از برجسته‌ترین نشانه‌های لستر تبدیل شده‌است. مرکز فضایی ملی یک مؤسسه خیریه ثبت شده با هیئت امناء است.